# Le Labyrinthe des rêves
Pour plus de détails, voir Fiche technique et Distribution.
Le Labyrinthe des rêves (ユメノ銀河, Yume no ginga) est un film japonais réalisé par Sōgo Ishii, sorti en 1997.

## Synopsis
Dans les années 1930 au Japon, Tomiko qui exerce la profession de receveuse de bus, est choisie comme équipière par Niitaka, un charmant jeune chauffeur de bus. La jeune fille l'observe avec méfiance, car son amie Tsuyako, la fiancée de Niitaka, est morte dans des circonstances mystérieuses. Selon une rumeur qui court, un conducteur de bus tuerait en série ses équipières en invoquant un accident de la route. Tomiko le soupçonne et jure de venger Tsuyako. Mais peu à peu, Tomiko tombe sous le charme du jeune homme. 

## Fiche technique
- Titre : Le Labyrinthe des rêves
- Titre original : ユメノ銀河 (Yume no ginga?)
- Réalisation : Sōgo Ishii
- Scénario : Sōgo Ishii, d'après le roman Shōjo jigoku de Kyūsaku Yumeno
- Musique : Hiroyuki Onogawa
- Directeur de la photographie : Norimichi Kasamatsu
- Montage : Kan Suzuki
- Production : Yasuhiro Itō et Satoshi Kanno
- Sociétés de production : KSS
- Pays d'origine :  Japon
- Langue originale : Japonais
- Format : noir et blanc - 1,85:1
- Genre : thriller et romance
- Durée : 90 minutes
- Dates de sortie :
  - Japon : 15 février 1997[1]
  - France : 19 avril 2000[2]

## Distribution
- Rena Komine : Tomiko Tomonari
- Tadanobu Asano : Niitaka Tatsuo
- Kotomi Kyōno : Chieko Yamashita
- Tomoka Kurotani : Tsuyako Tukikawa
- Kirina Mano : Aiko
- Reiko Matsuo : Mineko Matsuura
- Kyusaku Shimada : un passager
- Takeshi Ikeda : Tsuwaomote
- Shuko Honami : la mère de Tsuyako